# 哈迪·萨卜泽瓦尔
哈迪·萨卜泽瓦尔（英語：Hadi Sabzavaril；波斯語：‎；1797年—1873年）是伊朗的毛拉、诗人、什叶派哲学家。